# Sujga
Il Sujga (in russo Суйга?) è un fiume della Russia siberiana occidentale, affluente di sinistra del Ket'. Scorre nel Verchneketskij rajon dell'Oblast' di Tomsk.
Il fiume ha origine nello spartiacque Ket'-Čulym e scorre dapprima con direzione settentrionale, poi nord-occidentale in una zona paludosa; sfocia nel basso corso del Ket' a 340 km dalla foce. Il fiume ha una lunghezza di 130 km; il suo bacino è di 1 660 km².